# Capnodis marquardti
Capnodis marquardti es una especie de escarabajo del género Capnodis, familia Buprestidae. Fue descrita científicamente por Reitter en 1913.